# 松原の狐たち
『松原の狐たち』（まつばらのきつねたち）とは、大阪府松原市に残る、狐と住民たちとの交流を伝える伝承のことである。　

## 概要
松原市には、狐たちと住民が戦後しばらくの間まで、仲良く暮らしていたという話が残っている。この狐たちには、それぞれ名前があって、住民票が与えられていたと言われている。以下の話が残っている。

## 内容
天美の狐の話（＊＊銀行 江戸美人）
天美の踏み切りのあたりの狐は、雨が降ると人の姿で現れて、男に傘をすすめて話し込み、いつの間にか手土産の寿司などを奪ってゆくという。とても美人なので、知りつつ騙されて悪い気がしなかったという。
礼儀正しい狐の話（阪南裏 狐）
阪南大学裏にある狐山の狐は、道の掃除が日課で礼儀正しく、村人が通ると挨拶し、油揚げのお礼をして見送ったという。
籠池の狐の話（かんご池 おぼこ）
下高野街道沿いにある籠池（こもいけ）の狐は、クヌギの葉を頭に乗せて、着物姿の少女に化け、菱蔓をかんざしにしたり、オシロイバナの口紅をしたりする、化粧美人の狐だったという。
耕助狐の話（一里塚 耕助）
三宅の入口そばの一里塚の耕助狐は、大和川の河川敷を熱心に開墾する狐で、時々前日に開墾した畑を忘れて別の所を耕していたと伝えられている。
およし狐の話（三ツ池 およし）
およし狐は長尾街道沿いの三ツ池あたりに住む恥ずかしがり屋の狐で、とろけるような美しい娘の姿で現れたという。堺の若者が、道明寺の縁日に三ツ池の土手に座っている狐にかんざしを与え、デートに誘ってみた。翌晩青年との約束通り、およし狐は娘の姿で待っており、明け方までふたりは過ごした。若者はおよし狐と恋に落ち、仕事もせずに遊びまわり、評判になったおよしを毎晩連れまわすようになった。しかし数か月後の結婚前夜、およしは憔悴しきって、池の土手の上で狐の姿に戻って死んでしまったと伝えられている。